# Pomnik Ludwika Waryńskiego w Warszawie
Pomnik Ludwika Waryńskiego – pomnik na rogu ulic Bema i Kasprzakaw Warszawie, upamiętniający polskiego ideologa ruchu socjalistycznego Ludwika Waryńskiego.

## Opis
Popiersie dłuta Kazimierza Gustawa Zemły zostało wykonane z brązu i osadzone na granitowym cokole. Pomnik został odsłonięty 27 lipca 1974 na dziedzińcu Zakładów Maszyn Budowlanych im. Ludwika Waryńskiego przy ul. Kolejowej 57 na warszawskiej Woli.
W 2006 r. działacze SLD i Stowarzyszenia „Pokolenia“ poinformowali iż pomnikowi grozi wyburzenie przez nowego właściciela terenów dawnych zakładów Bumar–Waryński, hiszpańskiego inwestora – firmę Pro Urba, która zamierza wybudować w tym miejscu osiedle. Z inicjatywy środowisk lewicowych powołano Komitet Obrony Pomnika Ludwika Waryńskiego w Warszawie, który 24 września w 150 rocznicę urodzin Ludwika Waryńskiego, w ramach protestu wobec likwidacji pomnika, zorganizował uroczyste obchody przed monumentem, a w złożeniu kwiatów uczestniczyli także politycy SLD i Unii Pracy. W obronie pomnika stanął również komisarz Warszawy, Kazimierz Marcinkiewicz. Zdjęte z cokołu popiersie trafiło do magazynów Bumar-Waryński S.A. O powrót pomnika starał się ówczesny wiceburmistrz Woli, Paweł Pawlak. Sprzeciwiali mu się natomiast radni PiS.
W grudniu 2013 roku pomnik ustawiono ponownie u zbiegu ulic Bema i Kasprzaka.